# Кацоева, Фариза Ильинична
Фариза Ильинична Кацоева (род. 10 октября 1966, г. Москва, СССР) — российская оперная певица. Заслуженная артистка Республики Северная Осетия — Алания.

## Биография
Родилась 10 октября 1966 года в Москве.
Окончила Академическое музыкальное училище при Московской государственной консерватории имени П. И. Чайковского по курсу сольного пения.
Обучалась в Санкт-Петербургской консерватории им. Н. А. Римского-Корсакова, где исполнила партию Тоски из одноимённой оперы Джакомо Пуччини на сцене Музыкального театра.
Обучалась в Академии молодых певцов Мариинского театра, где исполнила партию Русалки из одноимённой оперы Антонина Дворжака.
В 2010 году стала солисткой Северо-Осетинского национального театра оперы и балета. Пела в операх, включая оперы современных авторов.
В 2011 году была удостоена звания «Заслуженная артистка Республика Северная Осетия — Алания».
Принимала участие в фестивалях «Лариса Гергиева приглашает». На одном из фестивалей исполнила на русском языке монооперу Франсиса Пуленка «Человеческий голос».
Принимала участие в концертах, исполняя романсы, а также оперные арии и дуэты.
Сотрудничала со многими дирижёрами, включая такие имена, как Сабрие Бекирова, Михаэль Гюттлер, Евгений Кириллов, Леонид Корчмар, Фабио Мастранджело, Джанандреа Нозеда, Павел Петренко, Михаил Татарников.
Выступала с гастролями в Австрии, Германии, Нидерландах, Швейцарии.

## Работы в театре
| Название спектакля      | Роль                | Театр                                                                            |
| ----------------------- | ------------------- | -------------------------------------------------------------------------------- |
| «Тоска»                 | Флория Тоска        | Музыкальный театр Санкт-Петербургской консерватории им. Н. А. Римского-Корсакова |
| «Манон Леско»           | Манон Леско         | Северо-Осетинский театр оперы и балета                                           |
| «Травиата»              | Виолетта Валери     | Северо-Осетинский театр оперы и балета                                           |
| «Фауст»                 | Маргарита           | Северо-Осетинский театр оперы и балета                                           |
| «Федора»                | Федора Ромазова     | Северо-Осетинский театр оперы и балета                                           |
| «Агриппина»             | Минерва             | Северо-Осетинский театр оперы и балета                                           |
| «Трубадур»              | Леонора (герцогиня) | Северо-Осетинский театр оперы и балета                                           |
| «Аланы»                 | Илона               | Северо-Осетинский театр оперы и балета                                           |
| «Приключения Чипполино» | Вишенка             | Северо-Осетинский театр оперы и балета                                           |
| «Иоланта»               | Иоланта             | Северо-Осетинский театр оперы и балета                                           |
| «Русалка»               | Русалка             | Мариинский театр                                                                 |
| «Зори здесь тихие»      | Лиза Бричкина       | Мариинский театр                                                                 |
| «Человеческий голос»    | Женщина             | Фестиваль «Лариса Гергиева приглашает»                                           |

## Критика
Марина Нестьева, рассказывая на страницах журнала «Музыкальная Академия» о состоявшихся 3 и 4 июня 2012 года в рамках VII международного фестиваля искусств «В гостях у Ларисы Гергиевой» на сцене Северо-Осетинского театра оперы и балета премьерных показах оперно-драматической постановки «Агриппина», назвала хорошим во всех отношениях и исполнение роли Минервы Фаризой Кацоевой, которая, как и другие молодые артисты, была свободна в непростой барочной стилистике и уверенно пела в генделевской юбиляционной технике. Татьяна Плахотина, рассказавшая о той же премьере в журнале «Музыкальная жизнь», отметила, что от надменно царственной, но, вместе с тем, вполне плотской Минервы в исполнении молодой артистки Мариинского театра Марии Соловьёвой кардинально отличается Минерва в исполнении опытного Владикавказского мастера Фаризы Кацоевой, получившаяся волевой, зрелой, сдержанной и отстранённой от всего мирского. Александр Матусевич в своей рецензии на состоявшийся 11 марта 2013 года в рамках фестиваля «Золотая Маска» внеконкурсный показ той же постановки отметил, что исполнявшая партии Минервы сопрано Фариза Кацоева стилистикой барочного исполнения владеет весьма условно и, к тому же, не обладает выдающимся голосом.
Н. Левитская, описывая для сайта «Музыкальная карта» состоявшийся в ноябре 2012 года в художественном музее имени М. С. Туганова сольный концерт Елены Скальдиной, в котором приняли участие и другие артисты, отметила что публику покорили драматическое и исполнительское мастерство Фаризы Кацоевой.
Рассказывая на страницах газеты «Мариинский театр» о премьерных показах оперы «Федора», состоявшихся 26 и 27 мая 2013 года на сцене Северо-Осетинского театра оперы и балета в рамках VIII Международного фестиваля искусств «В гостях у Ларисы Гергиевой» и удостоившихся самого горячего приёма публики, Наталия Тамбовская отметила, что Федора в исполнении Фаризы Кацоевой в сравнении с исполнением Марии Соловьёвой получилась менее защищённой княжеским титулом, более мягкой и эмоционально гибкой. При этом приличная кантилена Кацоевой не смогла компенсировать её плохую дикцию.